# Travniški škratec
Travniški škratec (znanstveno ime Coenagrion puella) je pogost predstavnik enakokrilih kačjih pastirjev iz družine škratcev, razširjen po večini Evrope in vzhodno do zahoda Sibirije. Je eden najpogostejših in najbolj razširjenih evropskih kačjih pastirjev.

## Opis
Odrasli dosežejo 33 do 35 mm v dolžino, od tega 22–31 mm zadek, zadnji krili pa merita 15 do 24 mm. Je vitke in gracilne postave. Samci imajo modro osnovno obarvanost in črn obroč okrog vsakega člena zadka (razen prvega), iz katerega segata tanki črti vzdolž strani člena skoraj do člena pred njim. Na prvem členu zadka črno znamenje ne obkroža člena, zato ima obliko črke U. Vzorec spominja na suhljatega škratca, kjer pa je temnejši, z več črne, a razlika ni povsem zanesljiva za razločevanje vrst, saj je velikost črnih znamenj precej variabilna. Najzanesljiveje lahko samce prepoznamo po široko razmaknjenih zgornjih analnih okončninah, za kar je nujen bližnji pregled ujetega primerka. Samice so modrikaste ali zelenkaste in imajo ves zgornji del zadka črn.
Odrasli letajo od aprila do septembra, z viškom med majem in julijem.

## Habitat in razširjenost
Razmnožuje se v raznolikih stoječih ali počasi tekočih vodah, po možnosti nezasenčenih in z razvitim obrežnim rastjem. Preferira vodna telesa, v katerih najde plavajoče rastlinje, na katerega se samice oprejo pri odlaganju jajčec.
Travniški škratec je razširjen po vsej Evropi razen skrajnega severa in najbolj suhih delov Iberskega polotoka, prek Zahodne Azije do zahoda Sibirije, v Srednji Aziji pa je redek ali odsoten, z izjemo območja Kazahstana. Pojavlja se tudi na skrajnem severu Magreba ob afriši obali Sredozemskega morja, a tudi tam maloštevilčno.
Tudi v Sloveniji je travniški škratec najpogostejši kačji pastir, ki se pojavlja v vseh ustreznih habitatih po državi, zato ne velja za ogroženega.